# Чемпионат Санкт-Петербурга по футболу 1903
Чемпионат Санкт-Петербурга по футболу 1903 стал III-м первенством города, проведенным Санкт-Петербургской футбол-лигой.
Победителем и обладателем кубка Аспдена стал клуб «Виктория».

## Организация и проведение турнира
Впервые в составе Комитета Лиги появились выборные лица. Председателем Комитета был избран крупный биржевой маклер Артур Давидович Макферсон, отличавшийся хорошими организаторскими способностями (созданный им ранее «Крестовский лаун-теннис клуб» считался во многом образцовым). Покровителем Лиги стал миллионер-золотопромышленник князь Сергей Константинович Белосельский-Белозерский. На месте секретаря ПФЛ Джона Ричардсона сменил С.С.Шеридан («Невский»).  
При новом руководстве деятельность Комитета значительно активизировалась по сравнению с прошлыми годами. Он начал проявлять власть и установливать дисциплину клубов и игроков на футбольном поле и вне его — клубы, опоздавшие на матчи, штрафовались, игроки-грубияны — предупреждались или дисквалифицировались. Эти весьма разумные действия были, тем не менее, не всегда объективными со стороны руководства Комитета (ключевые посты в котором в подавляющем большинстве занимали британцы) по отношению к неанглийским членам Лиги в свете обострившейся в этом сезоне спортивной конкуренции последних с британскими командами.
Перед началом нового сезона старейший петербургский спортивный клуб «Нева» (основан в 1860) организовал футбольную команду и вступил в Петербургскую футбол-лигу (ПФЛ), увеличив число соискателей кубка Аспдена до пяти команд
- «Невский»
- «Виктория»
- «Невка»
- «Спорт»
- «Нева»

Турнир уже традиционно разыгрывался по «круговой системе» в два круга — на своем и на чужом полях. Клубы «Виктория» и «Невка» не имели своих полей и домашние матчи проводили на поле «Спорта» («Виктория») и «Невы» («Невка»). Победа оценивалась в 2 очка, ничья — 1, поражение — 0. Регламент и календарь турнира были составлены и опубликованы до его начала. Турнир достаточно широко освещался в прессе, клуб «Виктория» выпустил специализированное справочное издание, посвящённое первенству.
По окончании турнира был запланирован (и официально включен в календарь) традиционный показательный матч победителя турнира со сборной всех остальных клубов.
Были предусмотрены также награды (жетоны) для победителей, которые вместе с кубком Аспдена были вручены на специально организованном собрании членов лиги.

## Ход турнира
С первых матчей турнира завязалась довольно упорная борьба, демонстрирующая повысившуюся конкурентоспособность почти всех клубов (лишь «Нева», которая в дебютном сезоне была мозаично составлена из случайных игроков, к тому же не всегда являвшихся в полном составе на игры, была обречена на роль аутсайдера). Большинство матчей оканчивались вничью или с минимальным преимуществом одной из команд. Поначалу лидерство захватили «Невские», от которых на очко отставала «Виктория». Русская команда на равных боролась с лидерами, сумев дважды сыграть вничью с «Викторией» и минимально (за счёт гола с пенальти) уступив «Невским».
В решающем матче за несколько туров до конца «Виктория» сумела обыграть «Невских» 2:0 благодаря голам Шахта и Вардроппера и вырвалась вперёд. В своём последнем матче 5 октября по уже выпавшему снегу «Спорт» на поле соперников дал настоящий бой преследовавшим «Викторию» англичанам, сумев выиграть первый тайм 3:1, в конце которого произошло резкое (но в пределах правил) игровое столкновение между русским защитником Чирцовым и англичанином Шарльпсом, после которого раздосадованный Шарльпс, внезапно ожесточившись сверх меры, повалил Чирцова наземь и начал натурально душить его на глазах участников матча и публики. Только чудом удалось избежать всеобщей потасовки между набежавшими игроками обеих команд, и рефери матча англичанин Мартин с трудом восстановил ход матча, оставив, впрочем, гротескный поступок Шарльпса без внимания. Зато немногим позже он в обычной игровой ситуации внезапно обнаружил у Чирцова нарушение правил, достойное удаления с поля. Такая вопиющая предвзятость и потеря ведущего защитника совершенно обескуражили русскую команду, и она практически бросила играть, пропустив во второй половине шесть мячей. 
Это событие имело большой резонанс — журнал «Спорт» опубликовал разгромную статью. Ещё больший резонанс вызвала реакция на последовавший после матча протест русской команды Комитета Лиги , который заявил, что в действия судьи матча не считает возможным вмешиваться, но на Чирцова за удаление накладывает годичную дисквалификацию. Шарльпс при этом отделался "предупреждением". Русская пресса негодовала, называя Шарльпса не иначе как "Шальпс-душитель" (по аналогии с Джеком-потрошителем), а Г.Дюперрон со страниц того же «Спорта» делал воистину революционные призывы
Англичане с присущей им бесцеремонностью, располагая большим количеством голосов, исключают русского, ни в чем не повинного, и оставляют человека, явно небезопасного, но своего. Пусть русские клубы соединятся, и составят свою Лигу. Я убежден, что футбол ожидает громадная будущность в России, но для этого нужно поменьше Шарпльсов!«Спортъ» № 43 от 25 октября
Описание данного инцидента и аргументация действий Комитета Лиги с английской стороны в источниках отсутствует, что не дает полностью объективно оценить степень виновности фигурантов случившегося. Однако точно известно, что одновременно с Чирцовым Комитетом ПФЛ был также дисквалифицирован на год удалённый в параллельном матче капитан «Невки» британец (шотландец) Джеймс Харгривз II — достаточно уважаемый футболист, чемпион Лиги 1901 — за грубость в матче с «Викторией». Таким образом, объективно здесь налицо наказание про-британским Комитетом ПФЛ соотечественника за нарушение против небританских футболистов.  
«Виктория», тем временем, полученное преимущество не упустила и, скромно победив в последнем матче «Неву» 1:0, стала обладателем кубка Аспдена. В ее «инаугурационном» матче со сборной (0:0) не сыграл ни один футболист «Спорта».
Несмотря на случившееся под занавес турнира обострение конфронтации, наметились определённые тенденции к взаимопроникновению футбольных культур: англичанин Д. Максвелл составлял пару защитников с Чирцовым в русском «Спорте», ведомом его капитаном швейцарцем Конрадом Шинцем; братья Евангуловы по-настоящему заявили о себе в британской «Невке» и затем в течение ряда лет были лидерами нападения «Невских»; М. Григорьев, В. Браун и Г. Ярков стали победителями Лиги в немецкой «Виктории», А. Кудрявцев был одним из лидеров «Невы», и даже в составе «Невских» в том резонансном матче со «Спортом» выступал русский футболист А. Беспальчиков.

### Турнирная таблица
| № | Команды    | 1        | 2       | 3       | 4        | 5       | В | Н | П | М       | О  |
| - | ---------- | -------- | ------- | ------- | -------- | ------- | - | - | - | ------- | -- |
|   | «Виктория» |          | 2:0 1:1 | 2:2 3:3 | 11:1 5:1 | 6:1 1:0 | 5 | 3 | 0 | 31 — 9  | 13 |
|   | «Невский»  | 1:1 0:2  |         | 7:3 1:0 | 2:0 1:1  | 3:0 5:0 | 5 | 2 | 1 | 20 — 7  | 12 |
|   | «Спорт»    | 3:3 2:2  | 0:1 3:7 |         | 3:1 0:3  | 5:2 4:2 | 3 | 2 | 3 | 20 — 21 | 8  |
| 4 | «Невка»    | 1:5 1:11 | 1:1 0:2 | 3:0 1:3 |          | 3:2 5:0 | 3 | 1 | 4 | 15 — 24 | 7  |
| 5 | «Нева»     | 0:1 1:6  | 0:5 0:3 | 2:4 2:5 | 0:5 2:3  |         | 0 | 0 | 8 | 7 — 32  | 0  |

### Матчи
| 15 авг | «Спорт» | 3:3     | «Виктория» | Поле «Спорта»                   |
| |         | (отчёт) |            | Зрителей: ~200 Судья: С.Шеридан |
| «Спорт»: Рязанов - Максвелл, Чирцов - Рябов, А.Москвин, А.Боронин - В.Боронин, Саксен, Шинц, Б.Резин, А.ГелькерI «Виктория»: Хайльман - Коатс, Ад.ЛауманIII - Серк, Эренбург, М.РейтII - Шахт, М.Григорьев, П.ВаллотI, Вардроппер, Ярков |         |         |            |                                 |

| 24 авг | «Невский» | 2:0     | «Невка» | Поле «Невских» |
| |           | (отчёт) |         |                |
| «Невский»: Б.Браун - Шарльпс, Хиллкрайст - Дж.Флетчер, Дж.Филлипс, Кеньон - Монкер, Гудли, Шеридан, Аскнер, А.Купер «Невка»: Марш - Мюргед, Дж.ХаргривзII - В.Цурмюль, Кромптон, А.ХаргривзI - В.СмоллIII, Б.ЕвангуловII, М.ЕвангуловI, Ф.ХаргривзIII, Джерард |           |         |         |                |

| 24 авг | «Спорт» | 4:2     | «Нева»   | Поле «Невы»   |
| |         | (отчёт) | - Бриггс | Судья: Даунем |
| «Спорт»: Рязанов - Максвелл, Чирцов - А.Боронин, Рябов, А.Москвин - В.Боронин, Саксен, Шинц, Б.Резин, А.ГелькерI «Нева»: Тьюлип - Тьютил, А.Ферли - Кудрявцев, Ч.Льюис, А.УэббI - В.Лунд, Бриггс, Уинтерботтом, Козицкий-Фидлер, Бульмер |         |         |          |               |

| 31 авг | «Невский» | 1:1     | «Виктория» | Поле «Невских» |
| |           | (отчёт) |            |                |
| «Невский»: Б.Браун - Шарльпс, Хиллкрайст - Флетчер, Дж.Филлипс, Кеньон - Монкер, Гудли, Шеридан, Аскнер, А.Купер «Виктория»: Гольдарбайтер - Коатс, Ф.РейтI - Серк, В.ЛауманII, Н.ВаллотII - Шахт, П.ВаллотI, Вардроппер, М.Григорьев, Ярков |           |         |            |                |

| 31 авг | «Невка»                | 3:0     | «Спорт» | Поле «Спорта»     |
| | - М.ЕвангуловI - (пен) | (отчёт) | - (пен) | Судья: В.С.Мартин |
| «Невка»: Марш - Дж.ХаргривзII, Слетс - В.Цурмюль, Кромптон, А.ХаргривзI - В.СмоллIII, Б.ЕвангуловII, М.ЕвангуловI, Ф.ХаргривзIII, Джерард «Спорт»: Рязанов - Максвелл, Чирцов - А.Боронин, Рябов, А.Москвин - В.Боронин, Саксен, Шинц, Б.Резин, А.ГелькерI |                        |         |         |                   |

| 7 сен | «Виктория» | 2:2     | «Спорт» | Поле «Спорта»   |
| |            | (отчёт) |         | Судья: Х.Хартли |
| «Виктория»: Гольдарбайтер - Коатс, Ф.РейтI - Серк, В.ЛауманII, М.РейтII - Шахт, Грюнервальд, М.Григорьев, Вардроппер, Ярков «Спорт»: Рязанов - Максвелл, Чирцов - Рябов, А.Москвин, А.Боронин - В.Боронин, Саксен, Шинц, Б.Резин, А.ГелькерI |            |         |         |                 |

| 7 сен | «Невский» | 5:0     | «Нева» | Поле «Невы» |
| |           | (отчёт) |        |             |
| «Невский»: Б.Браун - Шарльпс, С.Джонс - Флетчер, Ричардсон, Байлз - Монкер, Гудли, Шеридан, Кеньон, Хатчинсон «Нева»: Тьюлип - Тьютил, А.Ферли - Кудрявцев, Ч.Льюис, А.УэббI - В.Лунд, Бриггс, Уинтерботтом, Козицкий-Фидлер, Бульмер |           |         |        |             |

| 8 сен | «Невка» | 1:1     | «Невский» | Поле «Невских»  |
| |         | (отчёт) |           | Судья: Х.Хартли |
| «Невка»: Марш - Дж.ХаргривзII, Мюргед - В.Цурмюль, Кромптон, А.ХаргривзI - Ф.ХаргривзIII, Б.ЕвангуловII, М.ЕвангуловI, Джерард, Флетчер «Невский»: Б.Браун - Шарльпс, С.Джонс - Дж.Флетчер, Ричардсон, Байлз - Монкер, Гудли, Дж.Филлипс, Кеньон, А.Купер |         |         |           |                 |

| 8 сен | «Виктория» | 6:1     | «Нева» | Поле «Спорта»  |
| |            | (отчёт) |        | Зрителей: ~200 |
| «Виктория»: Гольдарбайтер - Коатс, Ф.РейтI - Серк, В.ЛауманII, М.РейтII - Шахт, М.Григорьев, И.ВитманI, Ярков, Вардроппер «Нева»: Тьюлип - Кудрявцев, Холден - Ойл, Бульмер, Ч.Льюис - В.Лунд, Бриггс, Козицкий-Фидлер |            |         |        |                |

| 14 сен | «Невский» | 1:0     | «Спорт» | Поле «Спорта» |
| |           | (отчёт) |         |               |
| «Невский»: Б.Браун - Ричардсон, Шарльпс - Байлз, Дж.Филлипс, Асков - Патшин, Гудли, Шеридан, А.Купер, Кеньон «Спорт»: Рязанов - Максвелл, Чирцов - А.Москвин, Рябов, А.Боронин - В.Боронин, Б.Резин, Шинц, Саксен, А.ГелькерI |           |         |         |               |

| 14 сен | «Невка» | 5:0 | «Нева» | Поле «Невы» |
| «Невка»: Марш - Дж.ХаргривзII, Флетчер - В.Цурмюль, Кромптон, А.ХаргривзI - В.СмоллIII, Б.ЕвангуловII, М.ЕвангуловI, Ф.ХаргривзIII, Джерард «Нева»: Тьюлип - В.Даунгам, Ч.Льюис - Кудрявцев, Лингард, А.Ферли - Лунд, Бриггс, Ойл, Дж.УэббII |         |     |        |             |

| 21 сен | «Виктория» | 5:1     | «Невка» | Поле «Невы» |
| |            | (отчёт) |         |             |
| «Виктория»: Гольдарбайтер - Коатс, Ф.РейтI - Серк, В.БраунII, М.РейтII - Шахт, М.Григорьев, И.ВитманI, Ярков, Вардроппер «Невка»: Марш - Дж.ХаргривзII, Флетчер - В.Цурмюль, Кромптон, А.ХаргривзI - В.СмоллIII, Б.ЕвангуловII, М.ЕвангуловI, Ф.ХаргривзIII, Джерард |            |         |         |             |

| 21 сен | «Спорт»    | 5:2     | «Нева»   | Поле «Спорта» |
| | - Дурнякин | (отчёт) | - В.Лунд |               |
| «Спорт»: Рязанов - Максвелл, Чирцов - А.Боронин, Рябов, Фолленвейдер - В.Боронин, Шинц, Саксен, Б.Резин, Дурнякин «Нева»: Тьюлип - Даунгам, Ч.Льюис - А.Ферли, Лингард, Бриггс - В.Лунд, Кудрявцев, Ойл, А.УэббI, Дж.УэббII |            |         |          |               |

| 21 сен | «Спорт» | 3:1     | «Невка»              | Поле «Спорта» |
| |         | (отчёт) | - (2:1)′ М.Евангулов |               |
| «Спорт»: Рязанов - Максвелл, Чирцов - А.Боронин, Рябов, А.Москвин - В.Боронин, Саксен, Б.Резин, Дурнякин, А.ГелькерI «Невка»: Митчелл - Дж.ХаргривзII, Флетчер - В.Цурмюль, Кромптон, Марш - В.СмоллIII, Б.ЕвангуловII, М.ЕвангуловI, Ф.ХаргривзIII, Джерард |         |         |                      |               |

| 21 сен | «Невский» | 3:0     | «Нева» | Поле «Невских» |
| |           | (отчёт) |        |                |
| «Невский»: Ричардсон - Шарльпс, Э.Стюарт - Байлз, Дж.Филлипс, Асков - Монкер, Гудли, Шеридан, А.Купер, Патшин «Нева»: Тьюлип - В.Даунгам, Делл - Кудрявцев, Ч.Льюис, А.Ферли - Лунд, Бриггс, Компус, А.УэббI, Дж.УэббII |           |         |        |                |

| 1 окт | «Виктория»                           | 2:0     | «Невский» | Поле «Спорта» |
| | - Шахт ~30′ - Вардроппер ~44′ (пен.) | (отчёт) |           |               |
| «Виктория»: Гольдарбайтер - Коатс, Ад.ЛауманIII - Серк, В.ЛауманII, М.РейтII - Шахт, П.ВаллотI, В.БраунII, Ярков, Вардроппер «Невский»: Б.Браун - Шарльпс, С.Джонс - Байлз, Дж.Филлипс, Асков - Монкер, Гудли, Шеридан, А.Купер, Патшин |                                      |         |           |               |

| 1 окт | «Невка» | 3:2     | «Нева» | Поле «Невы» |
| |         | (отчёт) |        |             |
| «Невка»: Митчелл - Дж.ХаргривзII, Мюргед - Марш, Кромптон, А.ХаргривзI - В.СмоллIII, Б.ЕвангуловII, Ф.ХаргривзIII, Джерард, Флетчер «Нева»: Тьюлип - В.Даунгам, Делл - Кудрявцев, Ч.Льюис, А.Ферли - Лунд, Бриггс, Компус, А.УэббI, Дж.УэббII |         |         |        |             |

| 5 окт | «Виктория»                     | 11:1    | «Невка» | Поле «Спорта»                  |
| | - Шахт - П.Валлот - Вардроппер | (отчёт) |         | Зрителей: ~200 Судья: Х.Хартли |
| «Виктория»: Гольдарбайтер - Коатс, Ад.ЛауманIII - Серк, В.ЛауманII, М.РейтII - Шахт, П.ВаллотI, Вардроппер, М.Григорьев, Ярков · «Невка»: Митчелл - Мюргед, Дж.ХаргривзII - В.Цурмюль, Кромптон, А.ХаргривзI - В.СмоллIII, Б.ЕвангуловII, М.ЕвангуловI, Ф.ХаргривзIII, Джерард |                                |         |         |                                |

| 5 окт | «Невский» | 7:3     | «Спорт» | Поле «Невских»    |
| |           | (отчёт) |         | Судья: В.С.Мартин |
| «Невский»: Б.Браун - Э.Стюарт, С.Джонс - Байлз, Дж.Филлипс, Асков - Монкер, Гудли, Шарльпс, А.Купер, Беспальчиков · «Спорт»: Рязанов - Максвелл, Чирцов - А.Боронин, Рябов, А.Москвин - В.Боронин, Саксен, Б.Резин, Дурнякин, А.ГелькерI |           |         |         |                   |

| 12 окт | «Виктория» | 1:0     | «Нева» | Поле «Невы» |
| |            | (отчёт) |        |             |
| «Виктория»: Гольдарбайтер - Коатс, Ад.ЛауманIII - Серк, В.ЛауманII, М.РейтII - Шахт, М.Григорьев, В.БраунII, Вардроппер, Ярков «Нева»: Тьюлип - В.Даунгам, Делл - Кудрявцев, Ч.Льюис, А.Ферли - Лунд, Бриггс, Компус, А.УэббI, Дж.УэббII |            |         |        |             |

### Матч «чемпион — сборная»
В традиционном матче чемпиона со сборной в последней не было многих из сильнейших футболистов Лиги — лишь два игрока представляли «Невский» и никого не было из «Спорта». В результате фактически сборная двух аутсайдеров на заледенелом поле достойно противостояла победителю кубка; прессой был отмечен центрфорвард М.Евангулов — единственный русский игрок в этом составе сборной.
| 19 окт | «Виктория» | 0:0     | Сборная | Поле «Спорта» |
| |            | (отчёт) |         |               |
| «Виктория»: Гольдарбайтер - Ф.РейтI, Ад.ЛауманIII - Серк, В.ЛауманII, М.РейтII - Шахт, П.ВаллотI, М.Григорьев, Ярков, Вардроппер Сборная: Б.Браун - Холден, Делл - А.Ферли, В.Цурмюль, А.ХаргривзI - Лунд, Бриггс, М.ЕвангуловI, Дж.Филлипс, Джерард |            |         |         |               |

## Комментарии
1. ↑  При упоминании в аутентичных источниках клуба «Невский» имеется особенность: было обычно принято говорить о нем во множественном числе — "... играли «Невские»", "поле «Невских»" и т.д. Так же позднее именовали клубы «Петровский», «Павловско-терлецкий», «Путиловский» и т.п.
2. ↑  выступал также под псевдонимом Маскот [14]
3. ↑  выступал также под псевдонимом Аксанин [15]
4. ↑  Б.Резин — псевдоним петроградского мультиспортсмена и спортивного организатора Элиаса Койвистойнена, более известного как Березин Илья Александрович (принятые им русские фамилия и имя)[16]
5. ↑  выступал также под псевдонимом Генрих [17]
6. ↑  выступал также под псевдонимом Эдди [21]

### Периодика
- Журнал «Спортъ» Санкт-Петербург, 1903. НЭБ — rusneb.ru.
- «Петербургская газета», 1903. Электронная библиотека РНБ — vivaldi.nlr.ru.
- «Петербургскiй листокъ», 1903. Электронная библиотека РНБ — vivaldi.nlr.ru.
- «Иллюстрированный журналъ атлетики и спорта» Санкт-Петербург, № 1-2 (февраль) 1905, с.21. НЭБ — rusneb.ru.